# Luigi Mussini
Luigi Mussini (Berlín, 19 de diciembre de 1813 - Siena, 18 de junio de 1888) fue un pintor italiano vinculado al movimiento purista y a los nazarenos.

## Biografía
Hijo de Natale Mussini, maestro de capilla de la corte prusiana, y de Giuliana Sarti, música y cantante, hija del compositor Giuseppe Sarti. Con su familia se estableció en Florencia en 1818, donde comenzó a aprender los rudimentos del dibujo con su hermano Cesare. Más tarde estudió en la Academia de Bellas Artes de Florencia, donde fue discípulo de Pietro Benvenuti y Giuseppe Bezzuoli. En 1840 obtuvo una beca de estudios que le permitió pasar cuatro años en Roma estudiando pintura. Se inspiró en los maestros del siglo XV y en 1844 abrió una escuela en Florencia junto al pintor Franz Adolf von Stürler, donde entre sus alumnos se encontraban Silvestro Lega y Michele Gordigiani.
En 1848 se unió como voluntario patriota en la primera guerra de independencia italiana. Desilusionado por el desafortunado resultado, se retiró a París, donde frecuentó a artistas como Jean-Auguste-Dominique Ingres, Hippolyte Flandrin y el grabador William Haussoullier, entre otros. En 1851 se trasladó a Siena donde fue director de la Academia de Bellas Artes hasta su fallecimiento, y donde tuvo como alumnos a Angelo Visconti, Amos Cassioli, Cesare Maccari, Pietro Aldi, Giuseppe Catani Chiti, Alessandro Franchi y Ricciardo Meacci.
La esposa de Mussini, Genova Luigia Giovanna Piaggio, también pintora, murió en 1865 durante el trabajo de parto de su segunda hija, Luisa Mussini,  quien se convirtió en esposa y asistente en 1893 del exalumno de su padre, Alessandro Franchi.
Luigi Mussini también era un buen jugador de ajedrez, particularmente hábil en la resolución de problemas. Fue el primer clasificado de los italianos en una competición anunciada en 1875 por la  Nuova Rivista degli Scacchi.
En 1893 se publicó el Epistolario artistico di Luigi Mussini, que incluye la correspondencia enviada y recibida entre 1836 y 1888; en la Biblioteca comunale degli Intronati, en Siena, se conserva una colección de cartas del pintor, incluida la correspondencia que tuvo con Giovanni Dupré entre 1849 y 1880; más de 180 cartas que fueron donadas por sus hijas Luisina Mussini y Amalia Dupré.

## Obras
Se citan algunas de sus obras:

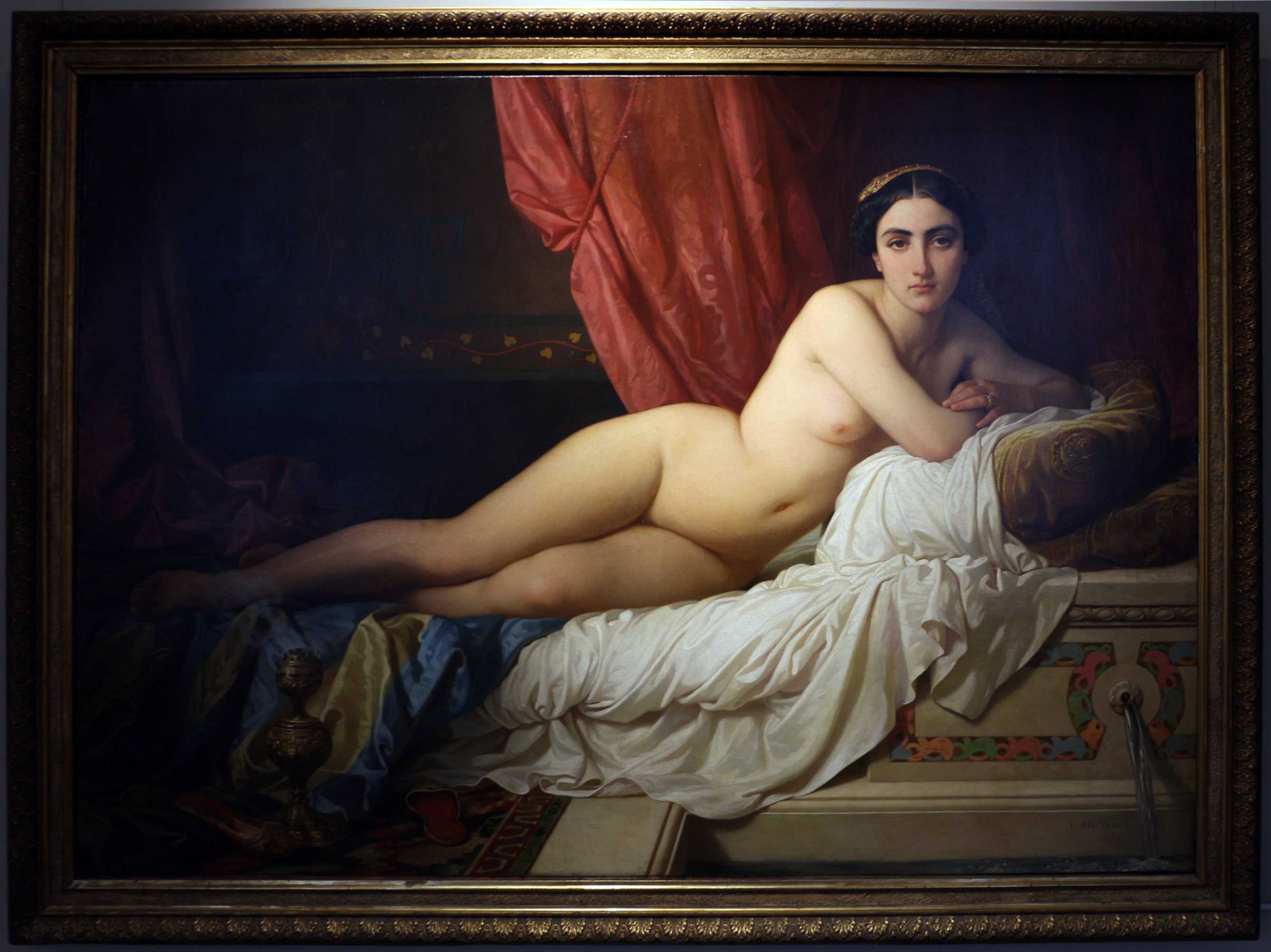
Odalisca (1862)

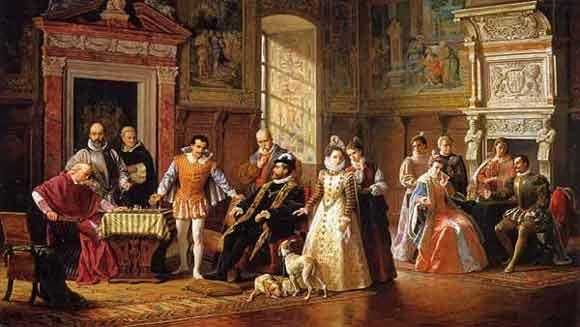
Sfida scacchistica alla corte di Spagna (1883)

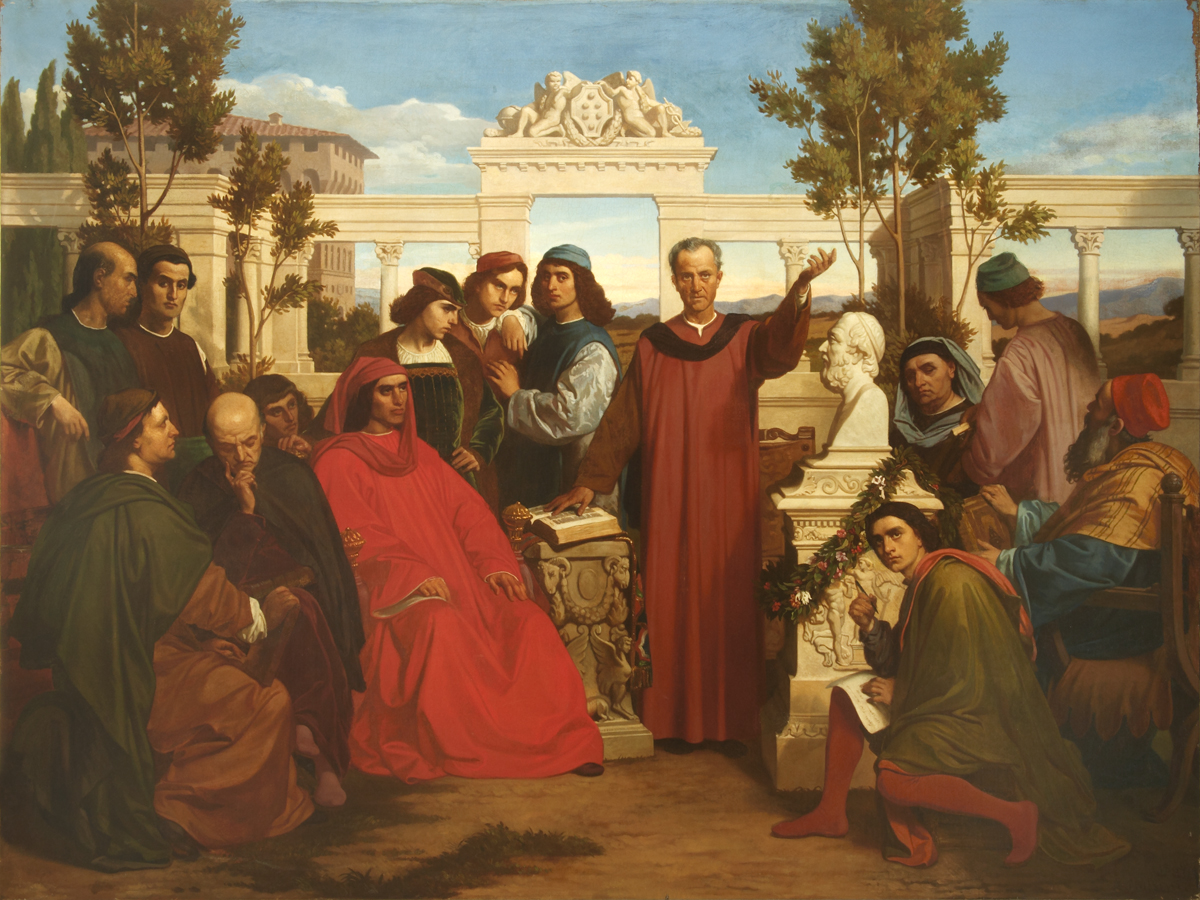
I parentali di Platone celebrati da Lorenzo il Magnifico a Careggi

- 1834 - Telemaco nella grotta di Calipso
- 1834 - Conversione di s. Paolo
- 1835 - Anfione
- 1836 - Samuele unge David re d’Israele
- 1837 - Cristo che scaccia i profanatori dal tempio
- 1840 - Enea che fugge da Troia
- 1841 - La musica sacra
- 1844 - Abelardo ed Eloisa al principio del loro amore
- 1844 - L’elemosina secondo il Vangelo e secondo la mondana ostentazione
- 1844 - Il trionfo della Verità [4]
- 1855 - Eudoro e Cimodoce
- 1856 - Mater Dolorosa
- 1858 - Decamerone Senese
- 1860 - Ritratto di Vittorio Emanuele II
- 1862- Odalisca
- 1869 - L’educazione spartana
- 1883 - Sfida scacchistica alla corte di Spagna (partida de ajedrez entre Ruy López de Segura y Leonardo da Cutro)
- Autoritratto
- I parentali di Platone celebrati da Lorenzo il Magnifico a Careggi

## Premios
Algunos de los reconocimientos obtenidos:
- 1834 - Premio en el concurso del dibujo de invención por Telemaco nella grotta di Calipso.
- 1834 - Premio en el concurso del dibujo trienal de invención por Conversione di s. Paolo.
- 1835 - Premio de pintura por Anfione.
- 1840 - Premio pensionista de la Academia de Florencia por Enea che fugge da Troia.